# Louise av Savojen

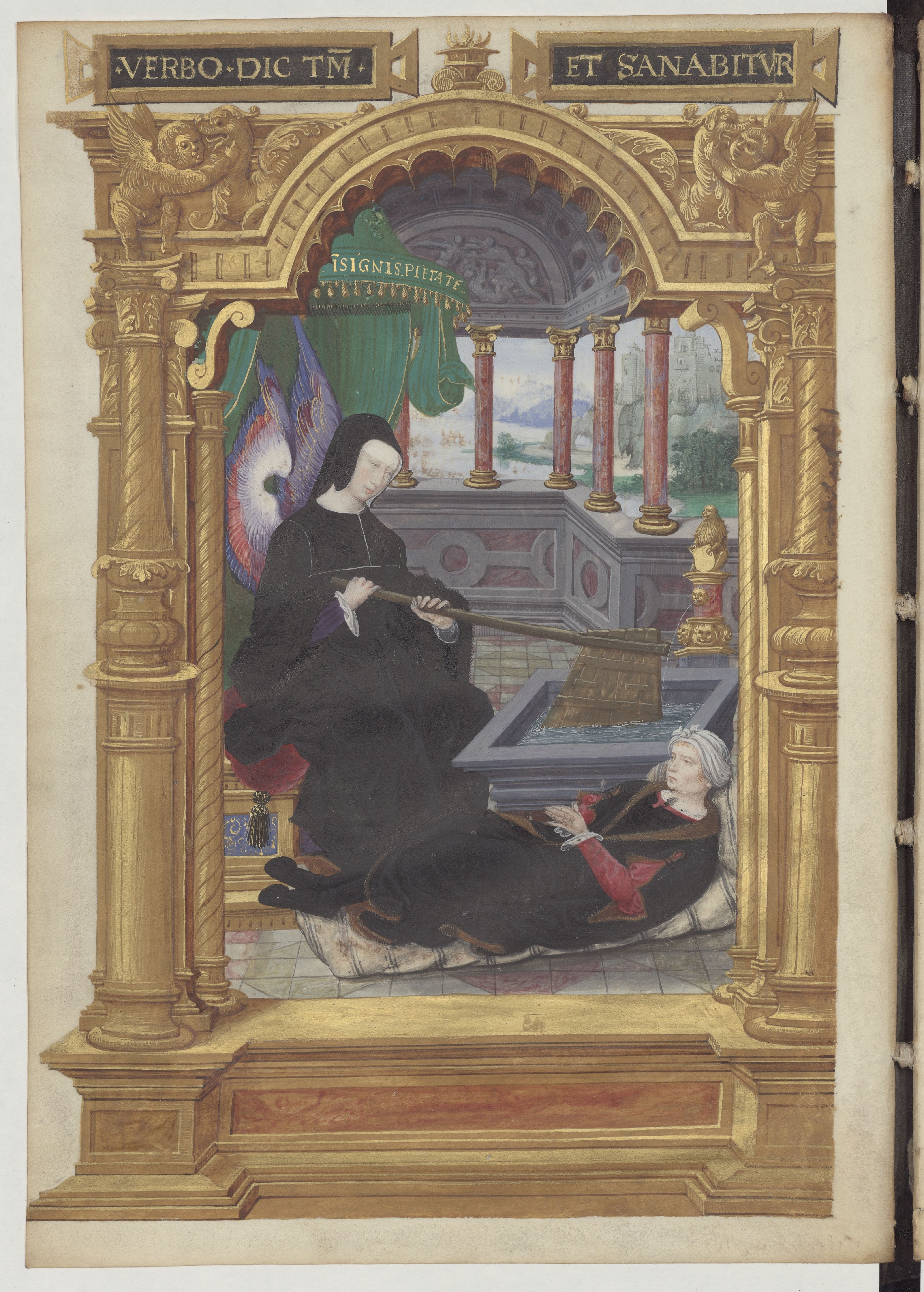
Louise av Savojen då hon i egenskap av regent symboliskt övertar rodret över Frankrike och sluter ett fördrag med den osmanske sultanen Suleiman den Store.

Louise av Savojen, född 11 september 1476, död 22 september 1531, var en fransk regent, mor till kung Frans I av Frankrike. Hon tjänstgjorde som Frankrikes regent under sin sons frånvaro år 1515 och 1525–1526.

## Biografi

### Tidigt liv
Louise var dotter till hertig Filip II av Savojen och Margareta av Bourbon. 
Hon blev vid elva års ålder den 16 februari 1488 gift med den franske kungens kusin Karl av Orléans, hertig av Angoulême, i Paris. Makens älskarinna Antoinette de Polignac blev hennes hovdam. 
Louise visade ett intresse för den italienska renässansen och gav sina barn en hög utbildning. Hon var också politiskt ambitiös och beskrivs som en skicklig intrigör; som änka 1496 flyttade hon med barnen till det franska hovet.

### Frans I:s regeringstid
Hennes son blev år 1514 gift med Ludvig XII:s dotter Claude av Frankrike och utnämnd till tronföljare: 1 januari 1515 blev hennes son Frankrikes monark. Hon fick av sin son titlarna hertiginna av Angoulême och hertiginna av Anjou.
Genom sin mor ställde Louise krav på tronen i hertigdömerna Bourbon och Auvergne efter Suzanne av Bourbons död 1521 och erbjöd sig att gifta sig med Suzannes änkling Karl III av Bourbon. Då han tackade nej utbröt ett krig mellan Bourbon och Frankrike fram till år 1527, då Bourbons landområden tillföll Louise, och sedan Frankrike. Louise blev därmed regerande hertiginna av Auvergne. 
Louise vikarierade för sin son som Frankrikes regent då sonen var utomlands 1515 och sedan från 1525 till 1526, då sonen var i Italien och sedan under hans fångenskap i Spanien. Hon grundlade 1525 den långvariga alliansen mellan Frankrike och osmanska riket. År 1529 undertecknade hon som Frankrikes representant den så kallade Damfreden eller Fördraget i Cambrai mellan Frankrike och Tyskromerska riket, tillsammans med Margareta av Österrike som representant för den andra sidan. 
Hon dog enligt traditionen av en förkylning hon ådragit sig då hon såg på en komet.

## Barn
- Marguerite d'Angoulême (1492–1549)
- François d'Angoulême (1494–1547), som blev kung av Frankrike.